# 総曲輪
総曲輪（そうがわ）は、富山県富山市の中心部にある町名である。郵便番号は930-0083。町名の由来は富山城の外堀が「曲輪（くるわ）」と呼ばれていたことから。現在は総曲輪通り商店街と隣接する中央通り商店街（さんぽ〜ろ）、西町（にしちょう）商店街などと併せ、富山県内で最大の繁華街を形成する。
惣曲輪と明記される場合もある。

## 特徴
1丁目から4丁目まであり、それぞれで街の様相、特徴が異なる。
- 総曲輪1丁目

夜に賑わう歓楽街。スナック、バー、クラブ、キャバクラ、ホストクラブなどが入る雑居ビルが立ち並ぶ。国道41号以北の、いわゆる「桜木町」内に位置し、一般的には県下最大の歓楽街である桜木町と同一に見なされる。暴力団排除特別強化地域に設定されており、暴力団員と飲食業者との間での みかじめ料のやりとりが禁止されている地域でもある。
- 総曲輪2丁目

国道41号線と総曲輪通り商店街より1本北側に並行する総栄通りの間に位置する。本願寺富山別院を中心とし、裏通りの雰囲気を持ち、雑居ビルが立ち並ぶ。近年は飲食店の立地が目立つようになり、特に金曜土曜の週末夕方以降に賑わいを見せる。
- 総曲輪3丁目

県下最大の商店街である総曲輪通り商店街を中心とした、総栄通りと平和通りに挟まれた地区。中心商業地区の核店舗の総曲輪フェリオ（大和富山店）を始め、グランドプラザ、総曲輪ウィズなどがあり、繁華街としての賑わいを見せる。商店街東端には2006年に閉店した旧西武百貨店富山店あったが、2019年内に23階建て複合商業ビルが建設される。その南側の西町北・総曲輪地区（西町交差点北西角）でも、高層複合ビルの建設に向け、再開発準備組合が2015年8月に発足した。対する西端は、シネマコンプレックスやホテルを核とした複合商業施設ユウタウン総曲輪が2016年5月に完成。
- 総曲輪4丁目

3丁目の西側に位置する、旧総曲輪小学校を中心とした地区。敷地面積12,000m2ほどの旧総曲輪小学校跡地付近では、地域包括ケア施設や専門学校、商業施設等による総曲輪レガートスクエアが2017年3月に竣工。

## 歴史

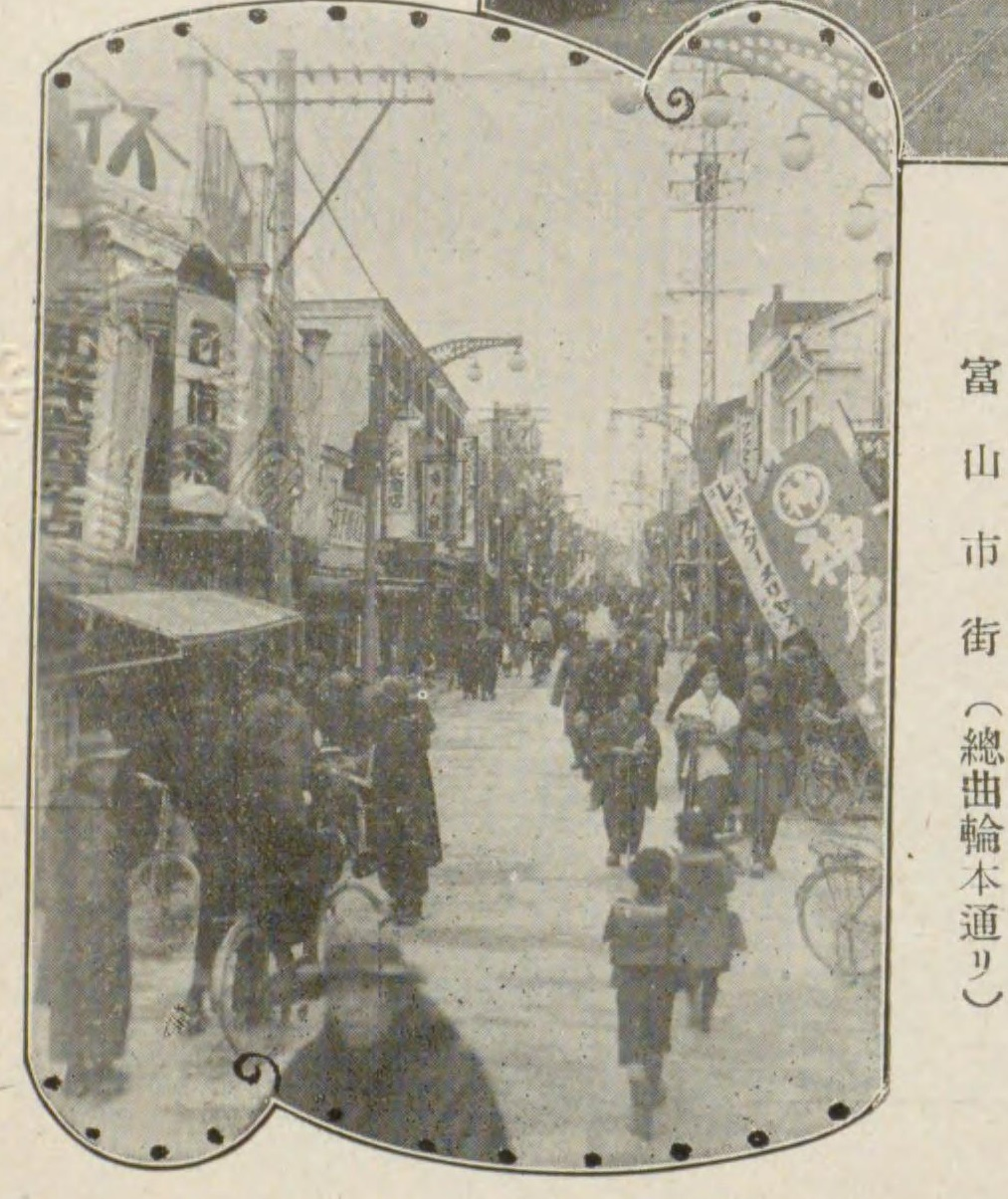
1931年（昭和6年）の『新富山県』に収められている、総曲輪本通りの写真。

前述の通り、元々は富山城の外堀であり、明治時代に入るまでは堀の側に藩の役所や高知組の屋敷地が存在していた。1880年頃から外堀が埋め立てられ、浄土真宗の別院を参詣する人々で賑わうようになる。1885年の火災から復興してからは、様々な店舗や芝居小屋、寄席などが建ち並び、現在のような繁華街へと発展する事になる。大正時代には全国初の商店街団体「商盛会」も誕生している。
1945年8月1日 - 8月2日の富山大空襲の被災から復興する際に、スズラン灯23基（1950年7月30日）やネオンのアーチ、アーケード（西側は1953年11月1日着工、同年12月5日竣工、同年12月15日落成式、東側は1958年6月20日着工、同年7月16日竣工）、カラー舗装が実施された。このうちアーチは、のちに入善町中心部の銀座通り（商店街）に1961年までに移築された。
1952年1月30日には、総曲輪通り商盛会協同組合が設立された。
1955年7月15日午後2時30分頃、総曲輪通りで火災が発生し、商店20戸を焼失。商店街は一時全滅の危機となった。
1961年4月25日、総曲輪通りで北陸初のブロック舗装工事に着手し、同年5月29日に完成した。
1965年に現行の総曲輪1～4丁目などになった。
1972年2月17日未明、商店街の料理屋から出火。映画館2軒を含む23軒が全半焼した。その後、その跡地などに建てられたのが西武富山店である。
1982年12月31日、総曲輪通りの一角にあった仲見世（1888年に富山本願寺（西別院）の参道沿いに完成）が老朽化の為閉店した。跡地には1985年10月10日に『総曲輪ウィズ』が建設された。

## 繁華街

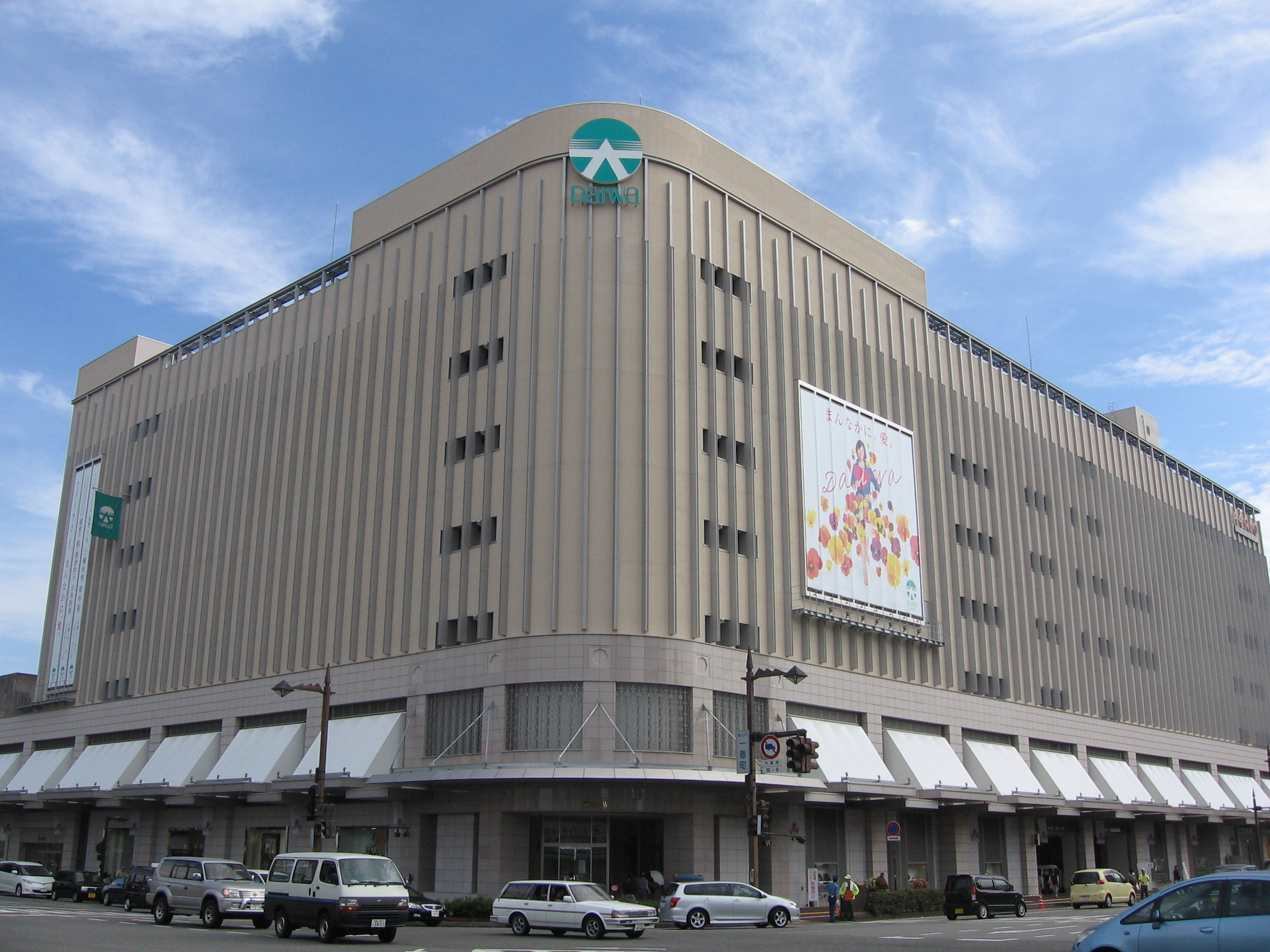
総曲輪フェリオ

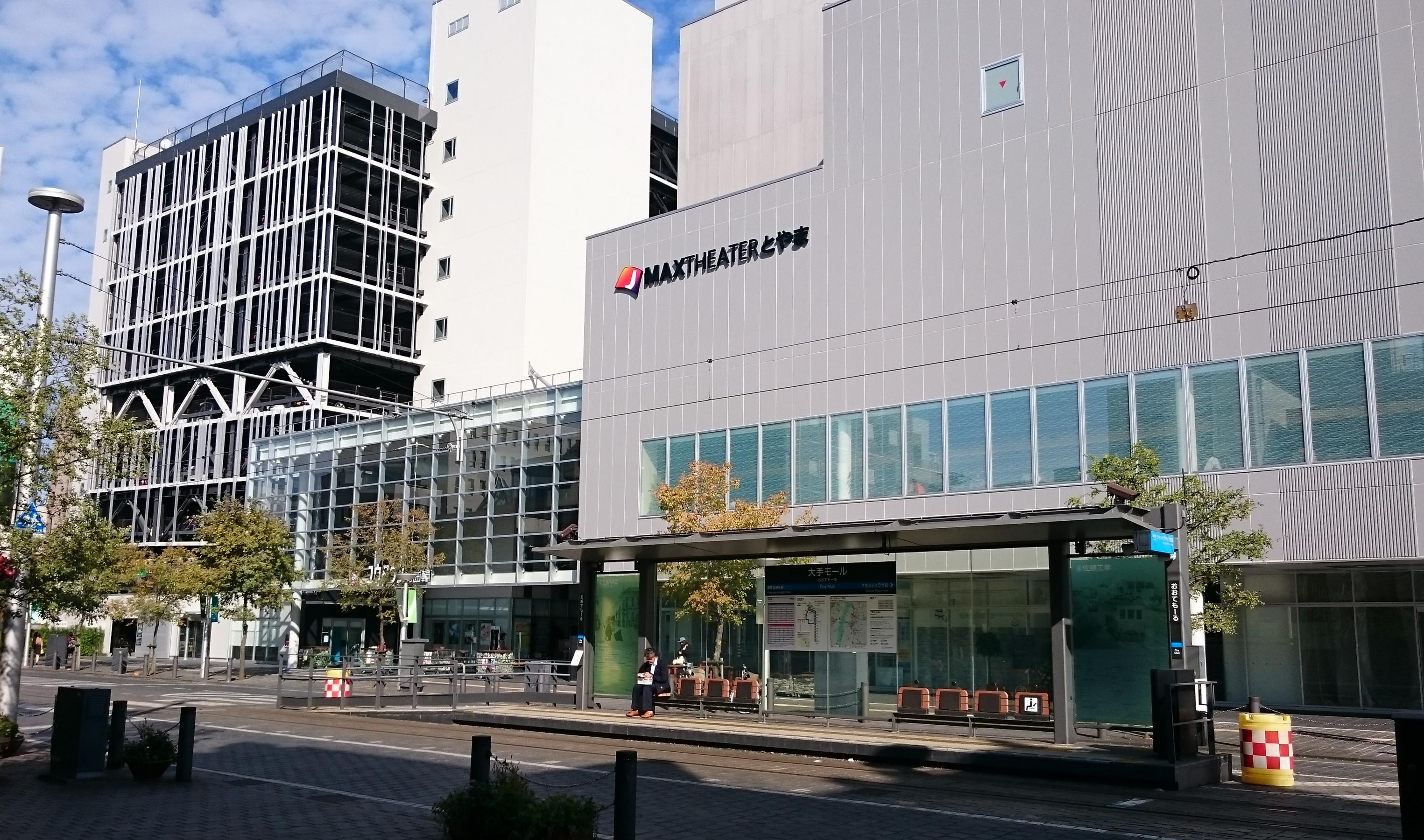
ユウタウン総曲輪

街の中心部には総曲輪通り商店街、グランドプラザ、総曲輪フェリオなどがあり、賑わいを見せる。3施設はそれぞれ接続している。

### 総曲輪通り商店街
大手モール（大手町）から桜橋電車通りを結ぶ商店街。1953年に全国では5番目のアーケードが取り付けられた。なお、現在このアーケードの東西入り口上部に掲げられている色鮮やかな「花馬車」写真は、かつて同入り口に存在し、点灯（点滅）していた、花馬車のネオンサインを写したもので、このネオンサインをデザインしたのは日本画家の横山操である。現在のアーケード入口は、2015年にかつての花馬車の写真を使った看板を設置したものである。
また、電車通りを挟んで東側には中央通り商店街（さんぽ～ろ）が隣接しており、こちらは1956年にアーケードが設置された。
- 総曲輪フェリオ

2007年9月21日に開業した複合商業施設。キーテナントの大和富山店のほか、多くの専門店で構成される。※詳細は当該記事を参照。
- グランドプラザ

街中の賑わい広場として総曲輪フェリオ横に2007年9月17日にオープン。長さ65m、幅21m、高さ19mの吹き抜けの全天候対応広場で、総ガラス張りの天井と277インチの大型モニター、昇降式のステージが特徴。建物が非常に大きいため、様々なイベントに使われている。※詳細は当該記事を参照。
- ユウタウン総曲輪

2016年6月に開業した複合商業施設。キーテナントの8スクリーン、1,200席を有するシネマコンプレックスのJMAX THEATERとやまに加え、ホテル、マンション、立体駐車場の四棟で構成される。施設1階部分には、飲食店やコンビニ、衣料品店などが入居する。

## 過去に存在した主な施設・店舗
- かつては商店街の東端に西武富山店が所在していたが、2006年3月末に閉店[18]した。
- ロッテリア – 西武富山店1階に入居していた。
- 現在総曲輪ウィズがある場所には、かつて帝国館という映画館が存在した。
- 大手町4丁目には、映画館「富山東映」が所在していたが2001年に閉館し、跡地はビジネスホテル「ドーミーイン」となっているほか、グランドプラザより平和通りをはさみ斜め向いの西町（旧大和百貨店横）には、映画館「富山東宝」が所在していたが閉館し、跡地はチューゲキ西町パーキングとなっている。

## 現在の状況と再開発
前述の通り、西武富山店が閉店するなど、繁華街としての地位の低下が見受けられる。

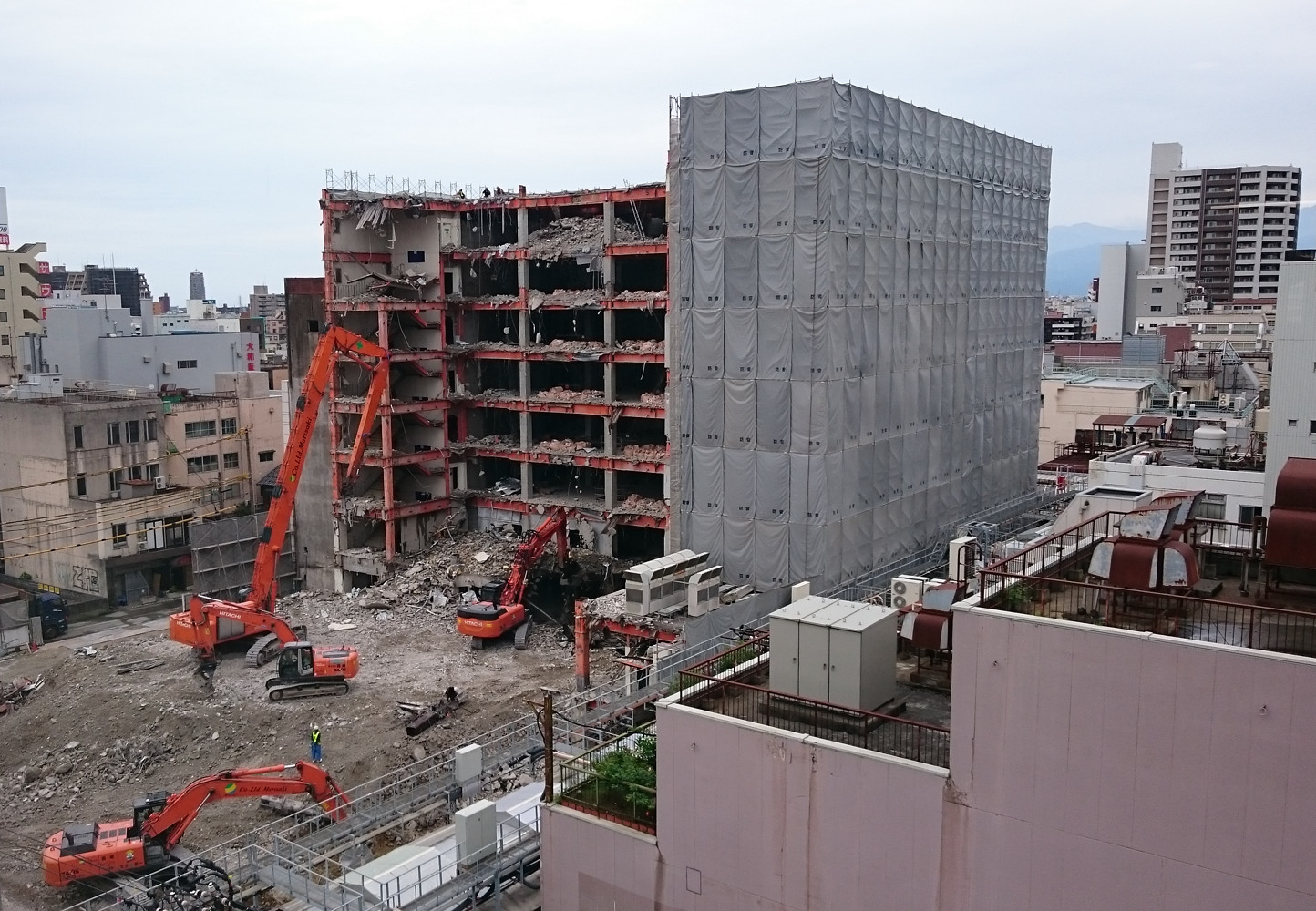
再開発が続く総曲輪3丁目（解体中の西武富山店 2016年6月現在）

西武跡地（総曲輪3丁目地区）は、大和小田急建設が取得し、商業施設・マンションなどの複合商業ビルの建設を目指し、2013年夏に都市計画決定された。2015年2月23日には、マンションと商業施設が入居する複合ビルの建設が正式に発表された。約3900m2の再開発エリアに地上23階建て、約80mの高層ビルとなる。1階から4階はファッション、物販、飲食等のテナントとオフィス、5階から23階は約200戸のマンションとなり、2018年度内の完成を目指している。
また、総曲輪西地区においては約5680m2の敷地に、シネマコンプレックス（8スクリーン）、ホテルドーミーイン、店舗、駐車場などが入居する複合商業ビルとなるユウタウン総曲輪が建設され、2016年6月に開業した。
更に、西町交差点北西角（西町北・総曲輪地区）でも再開発計画が表面化し、2015年8月に、高層複合ビルの建設に向け再開発準備組合が設立された。
その他、前述の総曲輪西地区の西側ではタカラレーベンによる高層マンションが完成しており、同じく西側の総曲輪小学校跡地では、地域包括ケア施設、専門学校、商業施設などによる総曲輪レガートスクエアが2017年3月に完成。南側では北陸銀行と朝日印刷による共同オフィスビルが15年4月に、隣接する千石町では、リードケミカルによる全国的にも珍しい刀剣美術館の秋水美術館が2016年6月に完成しており、周辺一帯では開発計画が多数進行している。
総曲輪・西町・中央通りの各商店街とその周辺（大手モール・千石町商店街・太田口通り商店街・上本町商店街・堤町通り商店街・中教院モールなど）が、広義的な意味での「中心商店街」となり、このエリアでは定住人口の増加に向け、2000年代後半からマンションの建設が相次いでいる。
2007年には西町交差点北東角にシティハウス富山西町（約90戸）、2008年には中央通りにサーパスシティ中央通り（約120戸）、2009年には白銀町にレーベンハイム白銀町（約70戸）、2010年には総曲輪4丁目にプレミスト総曲輪（約50戸）、2012年には中央通りにルシーダタワー（中央通りF地区再開発・約120戸）、西町交差点南東角にプレミスト西町（西町東南地区再開発・約90戸）、2014年に白銀町にレーベン富山・ザ・プラチナム（約65戸）、2016年に総曲輪4丁目でレーベン富山総曲輪レジデンス（約45戸）、2018年に室町通りにレーベン富山グランアクシス（約50戸）が建設、いずれも販売後短期間の内に完売している。
現在は、約200戸の大型物件の総曲輪3丁目地区再開発と総曲輪4丁目にタカラレーベンによる高層マンションが工事中で、西町北・総曲輪地区、中央通りD北街区の各再開発地区でも、再開発ビル内にマンションが設けられる予定となっている。

## 周辺の主な施設・店舗
前述した総曲輪フェリオ、ユウタウン総曲輪などを除く。特記がないものはすべて総曲輪に所在。
商店街（総曲輪通り商店街に隣接）
- 中央通り商店街〔さんぽ〜ろ〕（中央通り）
  - てるてる亭
  - ギャルリ・ミレー（北陸銀行が所有するJFミレーとバルビゾン派の絵画作品を中心とする美術館）
- 西町（にしちょう）商店街（西町）
- 千石町商店街（千石町）
- 堤町通り商店街（堤町通り）
- 上本町商店街（上本町）
  - ピアゴ富山西町店（上本町）
- 太田口通り商店街（太田口通り）

公共施設、商業施設など
- 総曲輪ウィズ
  - 1F: 地場もん屋（株式会社富山市民プラザ直営の富山市農林産物アンテナショップ。2010年10月22日開店[20]）
  - 4・5F: フォルツァ総曲輪（シネマホール・ライブホール）休館中
- 富山商工会議所ビル
- 総曲輪レガートスクエア
- 西町・総曲輪CUBY
- 富山城址公園〔富山城〕（本丸）
  - 富山市郷土博物館
  - 佐藤記念美術館
- 富山市民プラザ（大手町〔大手モール〕）
- 富山国際会議場（大手町）
- TOYAMAキラリ（西町）
  - 富山市立図書館
  - 富山市ガラス美術館
  - 富山第一銀行本店
- 秋水美術館（千石町）

神社仏閣
- 真宗大谷派富山別院（東別院）
- 本願寺富山別院（西別院）
- 日枝神社（山王町）

企業
- 日医工本社
- 佐藤工業北陸支社〔富山本店〕（桜木町）
- 富山新聞社本社（大手町）
- 一番町スクエアビル（一番町）
  - 朝日印刷本社

金融機関
- ほくほくフィナンシャルグループ本社（堤町通り）
  - 北陸銀行本店
- 富山第一銀行本店（西町）
- 富山県信用組合本店（大手町）
- 商工組合中央金庫富山支店
- 三井住友銀行富山支店（中央通り）

ホテル
- ANAクラウンプラザホテル富山（大手町）
- ダイワロイネットホテル（荒町）
- ホテルアルファーワン富山荒町（荒町）
- ドーミーインホテル富山（大手町）
- 御宿 野乃 富山
- 富山第一ホテル（桜木町）

## 世帯数と人口
2018年（平成30年）3月31日現在の世帯数と人口は以下の通りである。
| 丁目         | 世帯数  | 人口  |
| ------------ | ------- | ----- |
| 総曲輪一丁目 | 39世帯  | 57人  |
| 総曲輪二丁目 | 38世帯  | 78人  |
| 総曲輪三丁目 | 27世帯  | 38人  |
| 総曲輪四丁目 | 163世帯 | 344人 |
| 計           | 267世帯 | 517人 |

## 小・中学校の学区
市立小・中学校に通う場合、学区は以下の通りとなる。
| 丁目         | 番   | 小学校             | 中学校             |
| ------------ | ---- | ------------------ | ------------------ |
| 総曲輪一丁目 | 全域 | 富山市立芝園小学校 | 富山市立芝園中学校 |
| 総曲輪二丁目 | 全域 | 富山市立芝園小学校 | 富山市立芝園中学校 |
| 総曲輪三丁目 | 全域 | 富山市立芝園小学校 | 富山市立芝園中学校 |
| 総曲輪四丁目 | 全域 | 富山市立芝園小学校 | 富山市立芝園中学校 |

## 交通

### 鉄道
- 富山地方鉄道富山軌道線
  - 荒町停留場 - 中町（西町北）停留場 - 西町停留場
  - グランドプラザ前停留場 - 大手モール停留場 ※いずれも2009年12月に新設された。

### 路線バス
- 富山地方鉄道・富山地鉄中央バス
  - 総曲輪バス停 - 市内発着路線の他に、各高速バス（東京線・大阪線・名古屋線・新潟線）も停車する。
- まいどはや（コミュニティバス）
  - 総曲輪通り商店街口バス停（中央ルート）
  - 一番町バス停（清水町ルート）

### 道路
- 国道41号
- 富山県道6号富山立山公園線
- 富山県道22号富山停車場線
- 富山県道43号富山上滝立山線
- 富山県道44号富山高岡線